# Richard Varga
Richard Varga (28 de janeiro de 1989) é um triatleta profissional eslovaco.

## Carreira

### Rio 2016
Richard Varga competiu na Rio 2016, ficando em 11º lugar com o tempo de 1:47.17.